# Брестовец (Коморан)
Брестовец (слч. Brestovec, мађ. Szilas) насељено је мјесто са административним статусом сеоске општине (слч. obec) у округу Коморан, у Њитранском крају, Словачка Република.

## Становништво
| Година:    | 1994. | 2004.   | 2014.   | 2024.   |
| ---------- | ----- | ------- | ------- | ------- |
| Број људи: | 501   | 486     | 504     | 503     |
| Разлика:   |       | -2,99 % | +3,70 % | -0,19 % |

| Година:    | 2023. | 2024.   |
| ---------- | ----- | ------- |
| Број људи: | 498   | 503     |
| Разлика:   |       | +1,00 % |

Према подацима о броју становника из 2011. године насеље је имало 467 становника.